# Geissorhiza rupicola
Geissorhiza rupicola är en irisväxtart som beskrevs av Peter Goldblatt och John Charles Manning. Geissorhiza rupicola ingår i släktet Geissorhiza och familjen irisväxter. Inga underarter finns listade i Catalogue of Life.